# Daniel Fernández (judo)
ne pas confondre avec le judoka français Daniel Fernandes
Pour les articles homonymes, voir Daniel Fernández.
Daniel Fernández, né le 4 février 1985 , est un judoka belge qui évolue dans la catégorie des moins de 81 kg (mi-moyens).
Il est membre du Judo Club Samoerai de Renaix dans la province de Flandre-Orientale.

## Palmarès
En 2006, Daniel Fernández est médaillé de bronze au tournoi international Tre Torri de Corridonia en Italie.

Il a été deux fois champion de Belgique sénior :
| Chpt de Belgique | Chpt de Belgique | 2005 | 2006 | 2007 |
| ---------------- | ---------------- | ---- | ---- | ---- |
| mi-moyens        | -81 kg           | 3e   | 1er  | 1er  |